# (6966) Vietoris
(6966) Vietoris (1991 RD5) – planetoida z pasa głównego asteroid okrążająca Słońce w ciągu 3,18 lat w średniej odległości 2,16 j.a. Odkryta 13 września 1991 roku.